# Arbeidsrechtbank
Een arbeidsrechtbank is een rechtswezen van overheidswege dat over tewerkstellings- en arbeidsgeschillen oordeelt.

## België
In elk van de Belgische gerechtelijke arrondissementen is er sinds 1970 naast de algemene rechtbank van eerste aanleg ook een arbeidsrechtbank (ARB). Er zijn daarnaast nog arbeidsrechtbanken in Aalst (afdeling van Dendermonde), Binche (afdeling van Charleroi), La Louvière (afdeling van Bergen), Moeskroen (afdeling van Doornik), Roeselare (afdeling van Kortrijk), Sint-Niklaas (afdeling van Dendermonde) en Waver (afdeling van Nijvel).
De arbeidsrechtbank is de jurisdictie die voornamelijk de geschillen behandelt over:
- de arbeidsovereenkomsten tussen werkgever en werknemer;
- de sociale zekerheid;
- de sociale bijstand;
- de beroepsziekten;
- en de arbeidsongevallen.

Er bestaat een trend om deze bevoegdheid uit te breiden zodra er een belangrijke sociale component meespeelt. Zo werd de arbeidsrechtbank vanaf 1 september 2007 bevoegd voor de collectieve schuldenregeling.
Typisch voor haar werking is dat zij naast een beroepsrechter samengesteld is uit rechters in sociale zaken of sociale rechters. Dit zijn personen van het terrein (vakbonden, werkgeversorganisaties, zelfstandigenorganisaties) die na voordracht tijdelijk als magistraat benoemd worden.
Arbeiders en bedienden mogen zichzelf verdedigen of zich laten verdedigen door een advocaat of volmachtdrager van de vakbond. Werkgevers mogen zichzelf verdedigen of zich laten verdedigen door een advocaat.

### Structuur
Er zijn negen arbeidsrechtbanken in België (in principe één per rechtsgebied van hof van beroep, met uitzondering van het rechtsgebied van het Hof van beroep van Brussel waar er de arbeidsrechtbanken blijven in Leuven en Nijvel, en twee arbeidsrechtbanken in Brussel (1 Nederlands en 1 Frans) en met uitzondering van het het gerechtelijk arrondissement Eupen).
| Zetel       | Gerechtelijk gebied | Afdelingen                                                                                 |
| ----------- | ------------------- | ------------------------------------------------------------------------------------------ |
| Gent        | Gent                | Aalst, Brugge, Dendermonde, Ieper, Kortrijk, Oudenaarde, Roeselare, Sint-Niklaas en Veurne |
| Antwerpen   | Antwerpen           | Hasselt, Mechelen, Tongeren en Turnhout                                                    |
| Brussel (2) | Brussel             |                                                                                            |
| Leuven      | Leuven              |                                                                                            |
| Nijvel      | Waals-Brabant       | Waver                                                                                      |
| Bergen      | Henegouwen          | Binche, Charleroi, Doornik, La Louvière en Moeskroen                                       |
| Luik        | Luik                | Aarlen, Dinant, Hoei, Marche-en-Famenne, Namen, Neufchâteau en Verviers                    |
| Eupen       | Eupen               |                                                                                            |

## Frankrijk
De Belgische arbeidsrechtbank (Frans: tribunal du travail) is de homoloog van het Franse conseil de prud'hommes. Het gaat in beide gevallen om een rechtbank van eerste aanleg die vooral onenigheden tussen werknemers en werkgevers op moet lossen.

## Duitsland, Oostenrijk en Zwitserland
Het Duitse equivalent van de arbeidsrechtbank is het Arbeitsgericht. Verantwoordelijk voor de rechtspraak is de Kamer. Zoals de arbeidsrechtbank in België werkt ook het Arbeitsgericht met lekenrechters.